# Pointe Coupee Parish
Das Pointe Coupee Parish (französisch Paroisse de la Pointe-Coupée) ist ein Parish im Bundesstaat Louisiana der Vereinigten Staaten. Bei der Volkszählung im Jahr 2020 hatte das Parish 20.758 Einwohner und eine Bevölkerungsdichte von 14,4 Einwohnern je Quadratkilometer. Der Verwaltungssitz (Parish Seat) ist New Roads.
Das Pointe Coupee Parish ist Bestandteil der Metropolregion um die Stadt Baton Rouge.

## Geographie
Das Parish liegt am Westufer des Mississippi, nahe dem geografischen Zentrum von Louisiana, ist im Norden etwa 20 km vom Bundesstaat Mississippi entfernt und hat eine Fläche von 1530 Quadratkilometern, wovon 86 Quadratkilometer Wasserfläche sind. Es grenzt an folgende Parishes:
| Avoyelles Parish  | Concordia Parish | West Feliciana Parish   |
| St. Landry Parish |                  | West Baton Rouge Parish |
| St. Martin Parish | Iberville Parish |                         |

## Geschichte
Im April 1795 war die Region Schauplatz der Porte Coupée Conspiracy, der Vorbereitungen zu einem Sklavenaufstand, der einer der größten in der Geschichte der Südstaaten geworden wäre. Die weißen Pflanzer entdeckten die Vorbereitungen jedoch zwei Tage vor dem Tag, an dem der Aufstand hätte beginnen sollen.
Pointe Coupee Parish wurde 1807 als eines der 19 Original-Parishes gebildet.
Ein Gebäude des Parish hat aufgrund seiner geschichtlichen Bedeutung den Status einer National Historic Landmark, das Parlange Plantation House. Insgesamt sind 32 Bauwerke und Stätten des Parish im National Register of Historic Places eingetragen (Stand 8. November 2017).

## Demografische Daten
Nach der Volkszählung im Jahr 2000 lebten im Pointe Coupee Parish 22.763 Menschen in 8.397 Haushalten und 6.171 Familien. Die Bevölkerungsdichte betrug 16 Einwohner pro Quadratkilometer. Ethnisch betrachtet setzte sich die Bevölkerung zusammen aus 60,91 Prozent Weißen, 37,79 Prozent Afroamerikanern, 0,17 Prozent amerikanischen Ureinwohnern, 0,25 Prozent Asiaten und 0,32 Prozent aus anderen ethnischen Gruppen; 0,56 Prozent stammten von zwei oder mehr Ethnien ab. 1,08 Prozent der Bevölkerung waren spanischer oder lateinamerikanischer Abstammung, die verschiedenen der genannten Gruppen angehörten.
Von den 8.397 Haushalten hatten 35,2 Prozent Kinder und Jugendliche unter 18 Jahre, die bei ihnen lebten. 53,7 Prozent waren verheiratete, zusammenlebende Paare, 15,3 Prozent waren allein erziehende Mütter, 26,5 Prozent waren keine Familien, 23,4 Prozent waren Singlehaushalte und in 11,1 Prozent lebten Menschen im Alter von 65 Jahren oder darüber. Die Durchschnittshaushaltsgröße betrug 2,67 und die durchschnittliche Familiengröße lag bei 3,17 Personen.
Auf das gesamte Parish bezogen setzte sich die Bevölkerung zusammen aus 27,3 Prozent Einwohnern unter 18 Jahren, 8,8 Prozent zwischen 18 und 24 Jahren, 27,0 Prozent zwischen 25 und 44 Jahren, 23,1 Prozent zwischen 45 und 64 Jahren und 13,9 Prozent waren 65 Jahre alt oder darüber. Das Durchschnittsalter betrug 37 Jahre. Auf 100 weibliche Personen kamen statistisch 94,4 männliche Personen. Auf 100 Frauen im Alter von 18 Jahren oder darüber kamen 90,7 Männer.
Das jährliche Durchschnittseinkommen eines Haushalts betrug 30.618 United States Dollar, das Durchschnittseinkommen der Familien betrug 36.625 USD. Männer hatten ein Durchschnittseinkommen von 35.022 USD, Frauen 20.759 USD. Das Prokopfeinkommen betrug 15.387 USD. 18,7 Prozent der Familien 23,1 Prozent der Bevölkerung lebten unterhalb der Armutsgrenze. Darunter waren 30,2 Prozent der Kinder und Jugendlichen unter 18 Jahre und 23,9 Prozent der Menschen über 65 Jahre.

## Orte im Parish

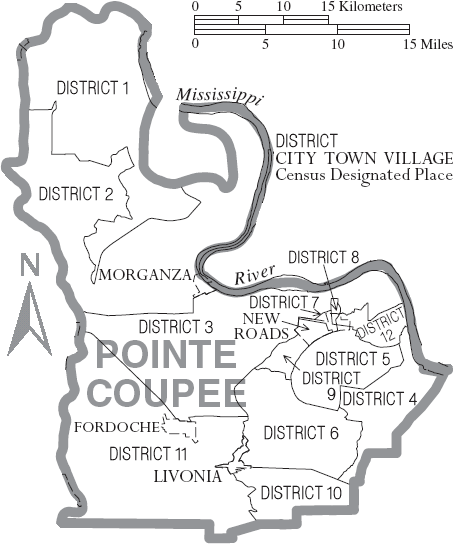
Karte des Pointe Coupee Parish

- Allon
- Alma
- Anchor
- Argyle
- Batchelor
- Beaud
- Blanks
- Brooks
- Brownview
- Chenal Crossing
- Coon
- Dawson Switch
- Dupont
- Fordoche
- Frisco
- Frogmore
- Glynn
- Hermitage
- Innis
- Island
- Jacoby
- Jarreau
- Keller
- Kenmore
- Knapp
- Labarre
- Lacour
- Lakeland
- Leavel
- Legonier
- Lettsworth
- Livonia
- Lottie
- McCrea
- Mix
- Morganza
- Morrison
- New California
- New Roads
- Oakland
- Oscar
- Parlange
- Patin
- Ploup
- Pointe Coupee
- Quick
- Quinton
- Ravenswood
- Rougon
- Sherburne
- Shexnayder
- Smithland
- Sparks
- Stonewell Plantation
- Torbert
- Torras
- Valverda
- Ventress
- Viva
- Waterloo
- Wickliffe
- Williamsport